# The Hundreds
The Hundreds est une marque de vêtements pour homme orientée streetwear, ainsi qu'un magazine en ligne.

## Histoire
La marque The Hundreds est créé à Los Angeles en 2003 par Bobby Kim (le créatif) et Ben Shenassafar alors qu'ils sont encore étudiants à la Loyola Law School. Leurs premiers produits sont d'ordre artisanal, mais certains designs originaux (« Hip Hop is Dead », Mickey Mouse en streetwear avec des Nike) accélèrent la notoriété de la marque. La boutique de Fairfax, plutôt isolée géographiquement, devient le centre des opérations et un lieu de passage et d'échanges (Kreayshawn y tourne le clip Gucci Gucci). Des installations artistiques décorent les lieux, d'immenses fêtes de voisinage (« block parties ») y ont lieu, et les interventions très musclées (patrouilles et d'hélicoptères) de la police pour diluer les foules festives renforcent la contre-culture véhiculée par la marque. Au fil du temps, la marque se développe dans les évènements, les NFTs, s'apparente plus à un collectif d'entreprises et va au delà de la création de vêtements.
Inspiré de la culture californienne, la marque est influencée par une variété de traits caractéristiques de la Californie : du punk au hip-hop, du skateboard au surf. Aujourd'hui reconnue, la marque s'exporte, et s'étend au-delà du vêtement, des accessoires et des couvre-chefs avec un magazine imprimé, une collection de chaussures et une ligne de lunettes.
En 2007, la marque ouvre sa première boutique à Los Angeles ainsi qu'une autre quatre ans plus tard à Santa Monica.
En 2019, la marque organise le premier défilé de son histoire, devant la mairie de Los Angeles, en partenariat avec des associations de représentation des intérêts des populations amérindiennes.